# Valeriana quindiensis
Valeriana quindiensis är en kaprifolväxtart som beskrevs av Ellsworth Paine Killip. Valeriana quindiensis ingår i släktet vänderötter, och familjen kaprifolväxter. Inga underarter finns listade i Catalogue of Life.